# Мясниковы
Мясниковы — дворянский род.
Потомство капитана Петра Никитича Мясникова (1771—1837), рязанского полицмейстера, спасского и михайловского городничего, который 15.03.1819 внесён во II ч. дворянской родословной книги Рязанской губернии.

## Описание герба
В лазуревом щите серебряный самострел в столб. Щит увенчан дворянским коронованным шлемом. Нашлемник — три страусовых пера: среднее лазуревое, на нём серебряный лапчатый крест, крайние серебряные. Намет лазуревый с серебром. Герб рода дворян Мясниковых внесен в Часть 20 Общего гербовника дворянских родов Всероссийской империи, стр. 103.